# 皮若 (上比利牛斯省)
皮若（法語：Pujo，法語發音：[pyʒo]）是法国上比利牛斯省的一个市镇，属于塔布区。

## 地理
皮若（43°20'52"N, 0°3'57"E）面积5.28 平方千米，位于法国奧克西塔尼大區上比利牛斯省，该省份为法国西南部内陆省份，北至热尔省，西接大西洋比利牛斯省，南与西班牙接壤，东临上加龙省。
与皮若接壤的市镇（或旧市镇、城区）包括：比戈尔地区维克、昂德雷斯特、卡马莱斯、马尔萨克、圣莱泽、锡亚鲁伊、塔拉扎克、马尔萨克附近维勒纳沃。

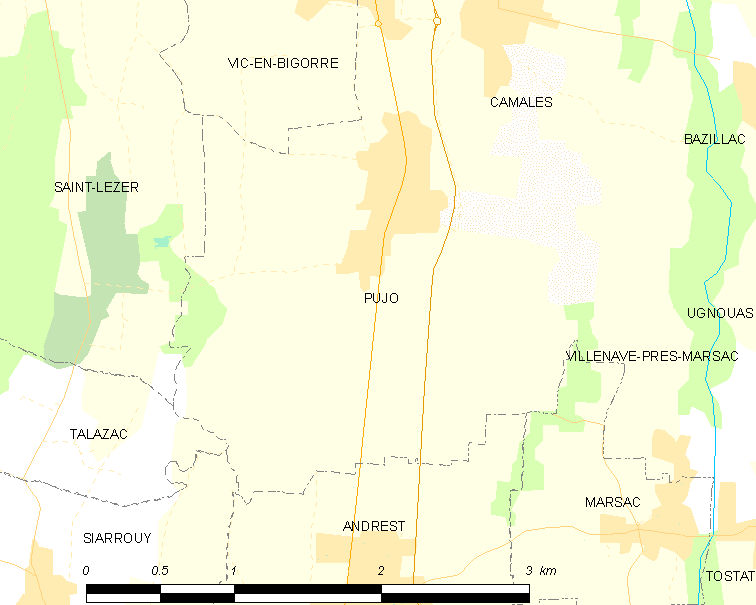
的OSM定位图

皮若的时区为UTC+01:00、UTC+02:00（夏令时）。

## 行政
皮若的邮政编码为65500，INSEE市镇编码为65372。

## 政治
皮若所属的省级选区为比戈尔地区维克县。

## 人口

1962-2008年间人口变化图示

皮若于2022年1月1日时的人口数量为670人。